# Quanfa
Quanfa (chinois : 拳法, pinyin : quánfǎ, « boxe, style de boxe ») est un terme désignant un art martial (ou style) dans les  arts martiaux chinois.